# 弥山 (奈良県)
弥山（みせん）は、奈良県吉野郡天川村にある大峰山脈の山。標高1895m。

## 地理
天川村の南東部、大峰山脈の中央部に位置し、山域は吉野熊野国立公園の指定区域内にある。標高1895mは奈良県下で八経ヶ岳に次ぐ高度となる。山容は雄大と評され、山頂付近は南北に長く平坦な地形である。
周囲は北方に山上ヶ岳と稲村ヶ岳、北東に大普賢岳と行者還岳、東に大台ヶ原山、南西に八経ヶ岳と明星ヶ岳があり、山頂南東部にある国見八方睨から各ピークを望むことができる。弥山は天候が整えば奈良盆地や大阪平野から遠望可能である。
弥山を源流に持つ河川はいずれも新宮川水系である。西北に弥山川、東北に川迫川（こうせがわ）が端を発し、山上川などと合流して天ノ川となる。南東へ白川又川（しらこまたがわ）が流れ、北山川へ注ぐ。弥山川と白川又川は峡谷となり、弥山川には双門峡と呼ばれる急峻な峡谷がある。
弥山の年間平均気温は約8度、弥山がある大峰山脈の年間降水量は約3500mmであり、夏は多雨、冬は積雪が多く、山頂付近で樹氷が見られる。
| 名称     | 標高(m) | 方角と距離(km) | 備考           |
| -------- | ------- | -------------- | -------------- |
| 八経ヶ岳 | 1,914.9 | 南西 0.5       | 近畿地方最高峰 |
| 明星ヶ岳 | 1,894   | 南西 1         |                |
| 頂仙岳   | 1,717.4 | 西北西 2       |                |
| 修覆山   | 1,846   | 北北西 0.5     |                |
| 鉄山     | 1,563   | 北北東 2       |                |

## 生態系

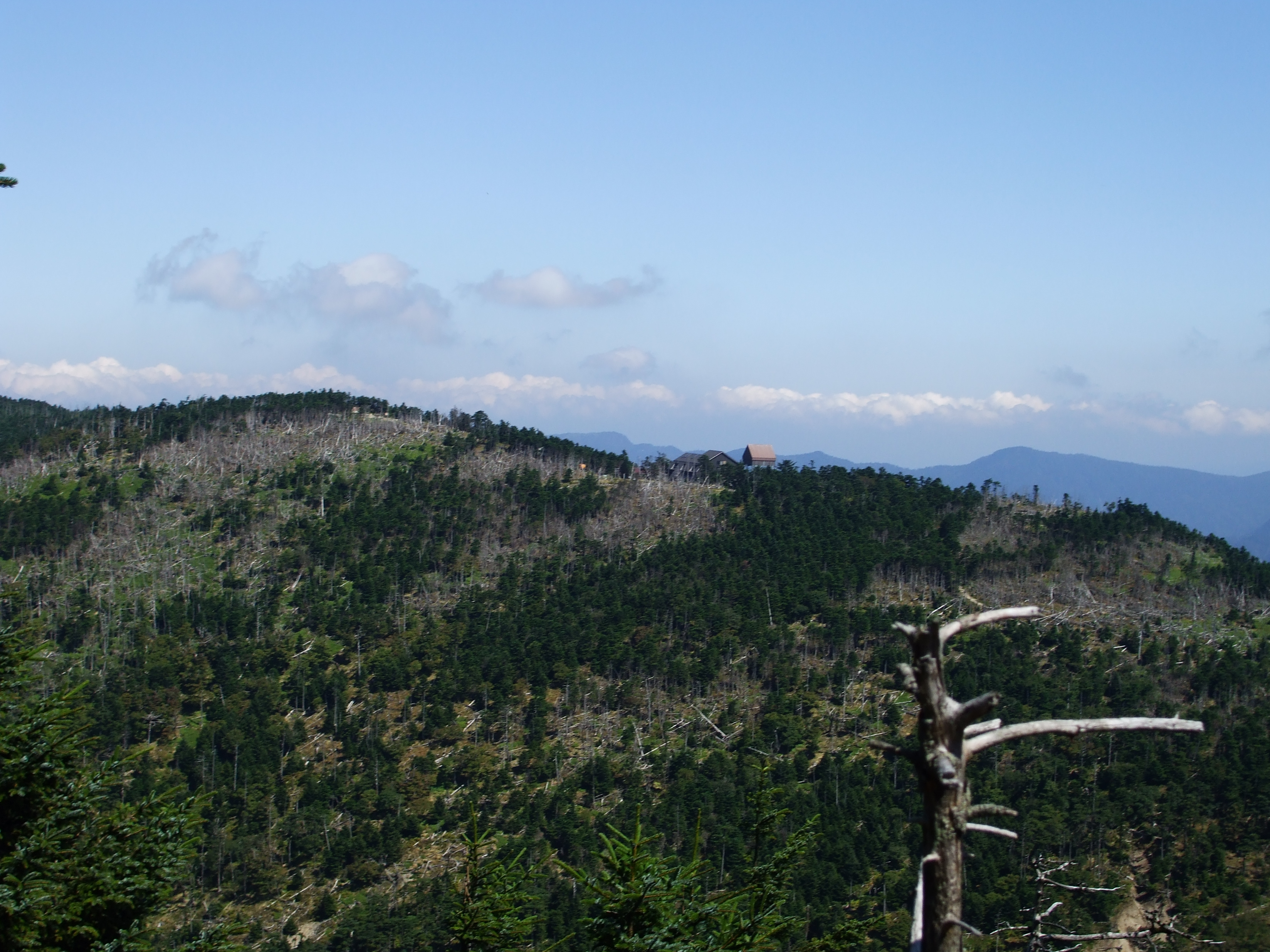
南西の八経ヶ岳から望む山頂

弥山は亜高山帯に属し、主な植生は常緑針葉樹林である。トウヒやシラビソの原生林が山頂周辺を覆うが、樹木の立ち枯れも見られる。隣接する八経ヶ岳にかけての山腹に国の天然記念物に指定されたオオヤマレンゲが生育し、7月上旬に花を咲かせる。ニホンシカによる食害からオオヤマレンゲを守るため、周囲一帯に防護柵が設置されている。他にハリブキ、カニコウモリなどの植物が自生する。
弥山付近はシカの他にイノシシ、ニホンカモシカ、ツキノワグマなど野生動物が生息する。弥山川や川迫川にはイワナが生息し、弥山川上流は「イワナの棲息地」として1962年に奈良県天然記念物に指定された。

## 信仰

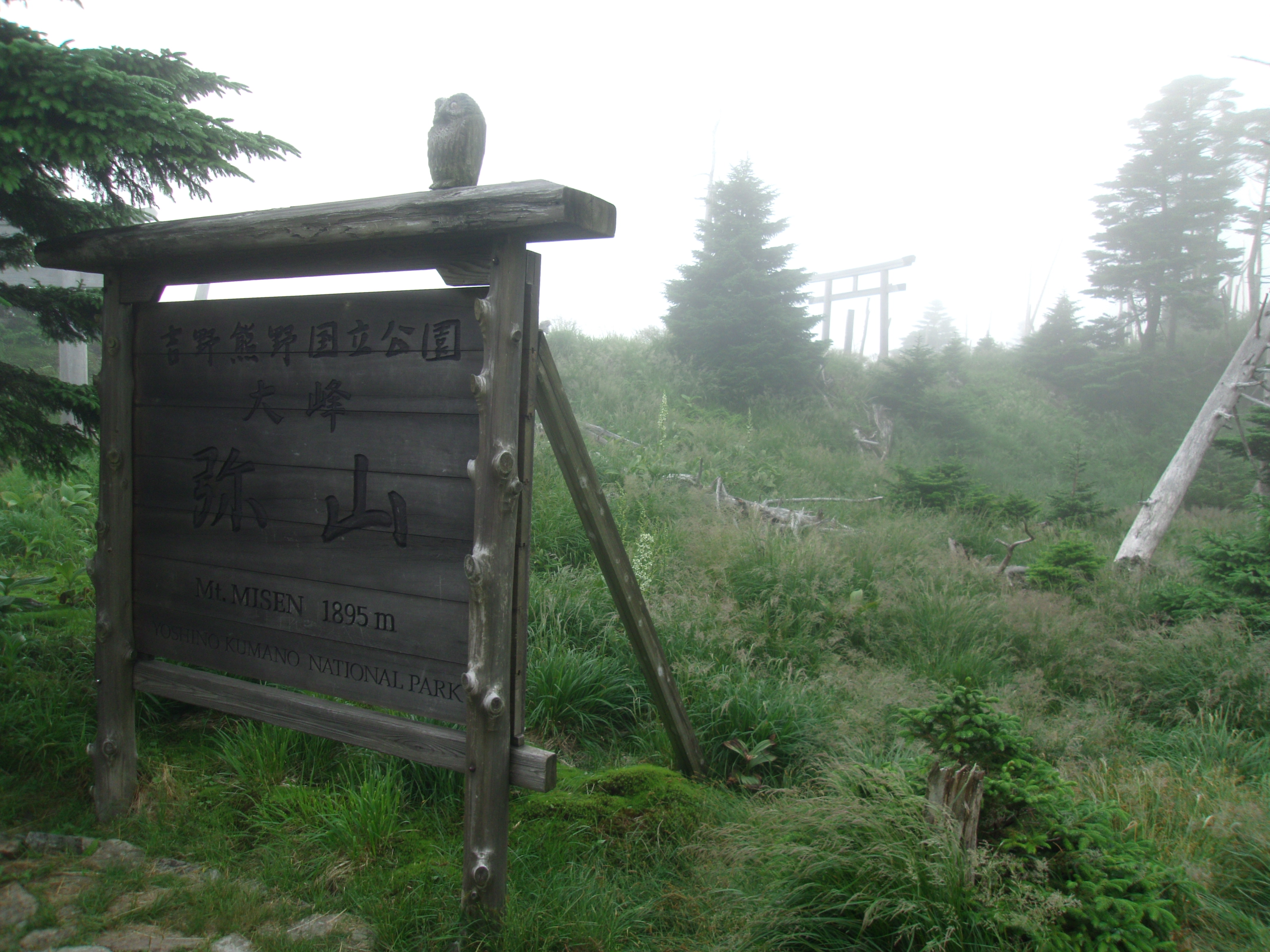
山頂案内板と弥山神社鳥居

古くは深山や御山と書かれ、仏教用語の須弥山から転じて弥山と呼ばれるようになった。山頂から奈良時代の遺物が出土し、平安時代以降は修験道の行場として使われてきた。弥山は大峯奥駈道にある75の靡のうち第54番の行場である。弥山は第二次世界大戦後に女人禁制が解かれた。また、山頂の弥山弁財天社（弥山神社）は麓にある天河大弁財天社の奥の院にあたる。

## 登山・観光

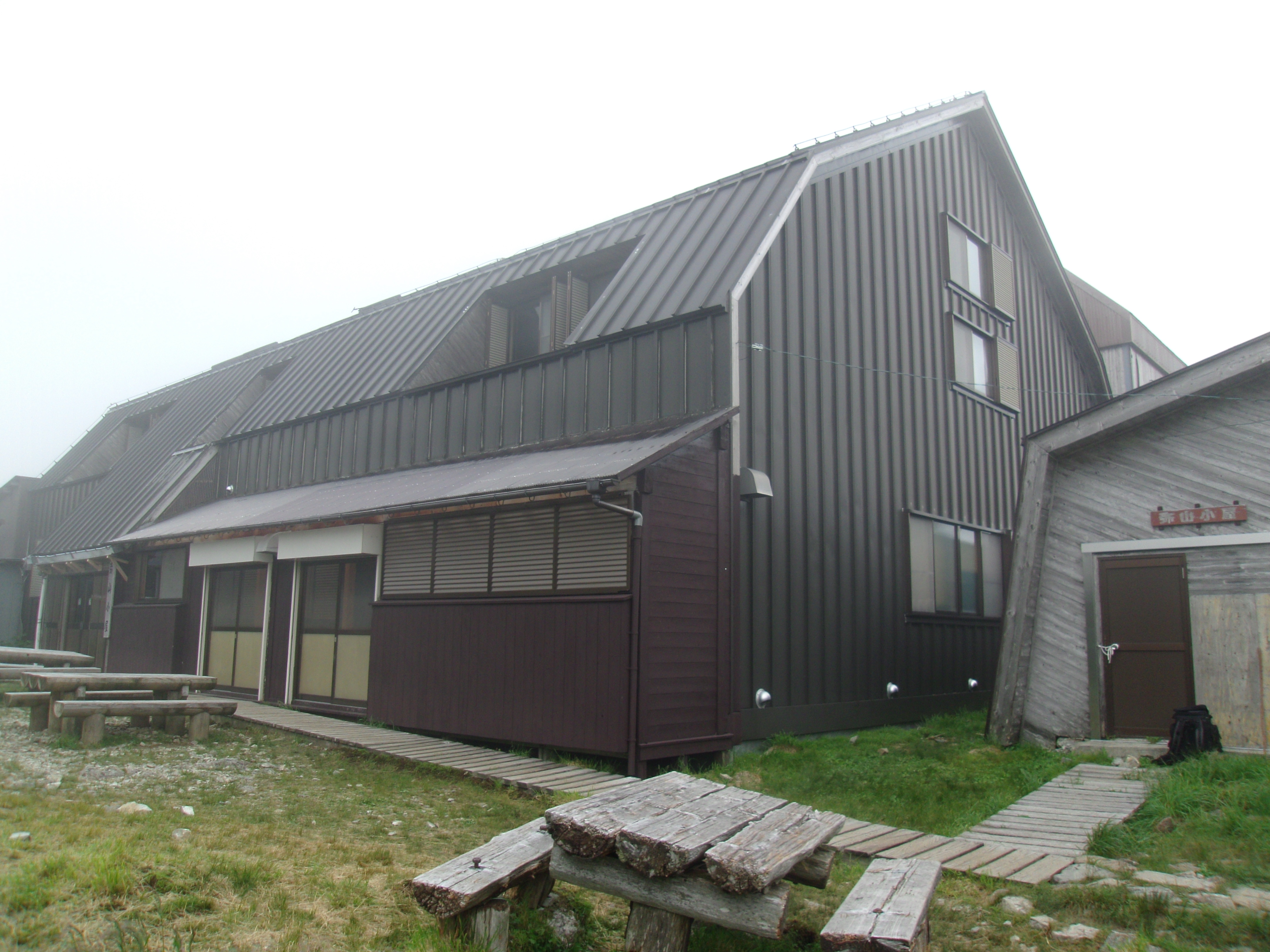
弥山小屋

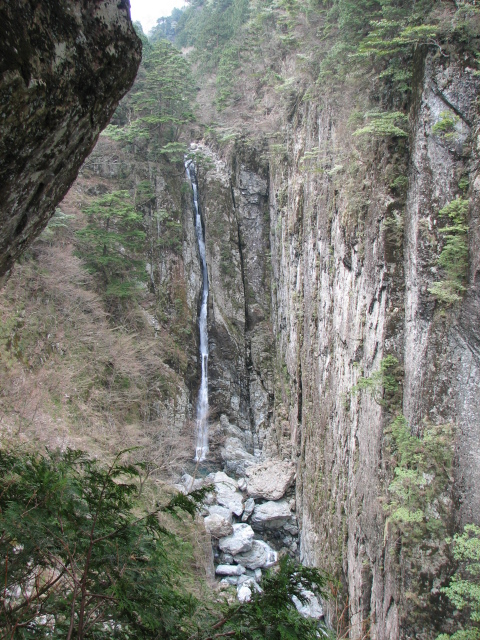
双門の滝

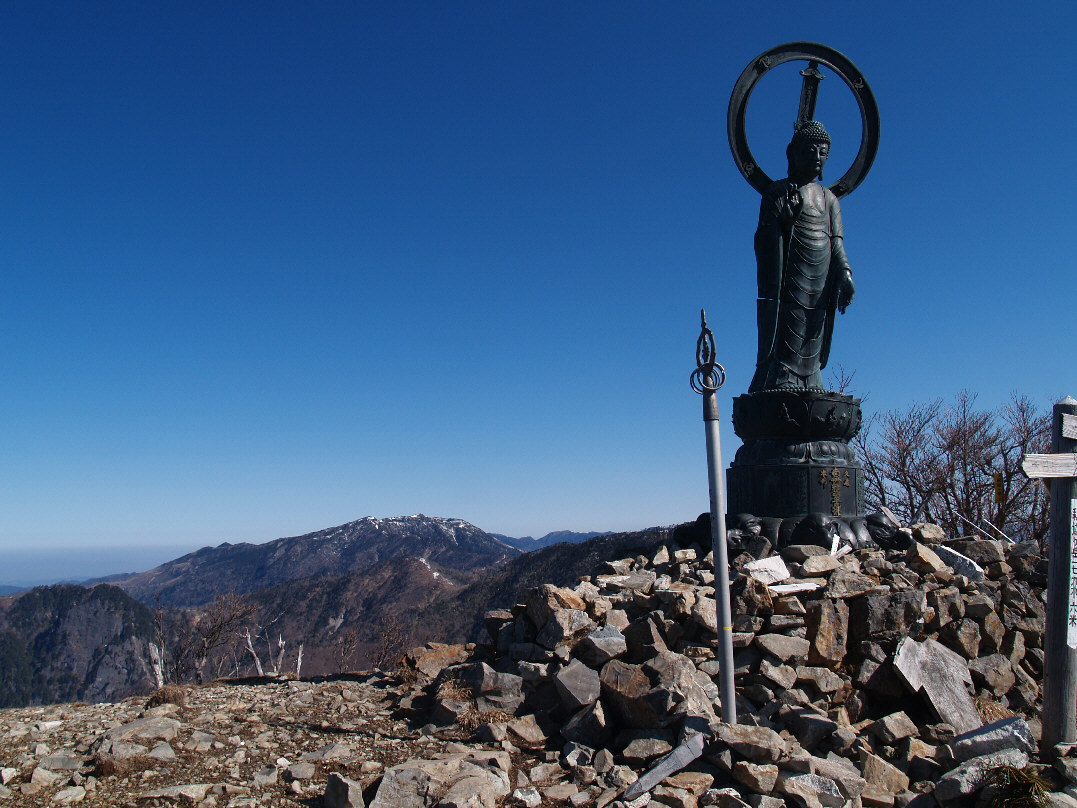
釈迦ヶ岳山頂からの見る弥山・八経ヶ岳の眺望

弥山への登山道は、大峰山脈を南北に貫く大峯奥駈道の他に、天川川合または坪内から栃尾辻を経るルート、行者還トンネルから入り大峯奥駈道に合流するルート、険路の弥山川を遡行するルートがある。弥山川ルートは上り専用であり、数多のハシゴによる垂直移動、鎖場、痩せ尾根を伴う難路である。このルート沿いの双門峡に大岩壁の仙人嵓（せんにんぐら）と双門の滝がある。
山頂の弥山小屋は厚生省が1957年（昭和32年）に建設。その後幾度か改修が行われ、近年は1995年（平成7年）に改修されて宿泊施設・発電設備が充実した小屋となった。